# Manuel Quislant Botella
Manuel Quislant Botella (Santa Pola, 26 d'agost de 1871 - Madrid, 9 de març de 1949) va ser un compositor valencià de sarsuela.

## Biografia
Nascut al si d'una família d'una gran tradició musical, encapçalada per son pare, Joan Quislant Blanca, que va ser el fundador de la Banda de música Santa Cecília de Santa Pola, Quislant va mostrar des d'infant grans dots per a la música. Va tocar el requint a la banda de música i als 10 anys va compondre la seua primera obra, el pasdoble Setelacre de rrotal (La torre d'escaletes a l'inrevés) per a banda de música, que seria estrenat per la banda de son pare. Va estudiar al Conservatori d'Alacant, derivant en un principi cap a la composició per a banda: els pasdobles El diputado, Anar per llana, Angelito, Vicentet o Lloret en són bons exemples. A Santa Pola va estrenar la seua primera sarsuela: Santa Pola, ahir, hui i demà sobre llibret d'Antoni Erades Mas.
Va continuar la seua formació musical a Madrid, on va estudiar al seu conservatori obtenint diversos premis. Emilio Serrano va ser el seu professor de composició. Després va començar a obrir-se pas com a compositor teatral amb l'estrena de diverses sarsueles, algunes de les quals van obtenir gran èxit: La Venus moderna, Amor y flores, El zorro azul, El querer de una gitana, etc.
Va intervenir en el bàndol de Ruperto Chapí en la lluita entre aquest i l'editor Fiscowich que va desembocar en la creació de la Societat d'Autors. Chapí va ser en certa manera el protector de Quislant, posant-lo al front de la seua copisteria musical i obrint-li el pas en el món del teatre musical. Chapí va adoptar l'estratègia de produir, i animar a altres a fer-ho, obres en col·laboració amb autors que no tenien exclusiva amb Fiscowich per tal de fugir de les condicions a què aquest sotmetia els autors. Quislant va ser un dels compositors que van "col·laborar" amb les primeres figures. Per exemple, amb Amadeu Vives va compondre i estrenar amb gran èxit la sarsuela Doloretes, l'any 1901.
En total va compondre més de 200 obres líriques. Molt influït estèticament pel seu mentor Chapí, va conrear fonamentalment el « género chico », en coincidir la seua etapa creativa amb el moment de màxima esplendor d'aquest gènere. Tot i ser considerat sovint com un compositor secundari, potser perquè habitualment va signar les seues obres en col·laboració amb altres compositors reputats; se li reconeix la seua contribució com a bon harmonitzador i orquestrador de moltes obres, a les que va saber donar una lluentor particular amb la seua fàcil inspiració.

## Obres
Llista no exhaustiva.

### Sarsuela
- 1901 Doloretes sarsuela (en col·laboració amb Amadeu Vives) - llibret: Carlos Arniches
- 1905 El Doctor maravilloso sarsuela (en col·laboració amb Lluís Foglietti)
- 1908 María Jesús sarsuela - llibret: Felipe Pérez-Capó
- 1909 La señora Barba-Azul sarsuela (en col·laboració amb el Mestre Escobar)
- 1910 ¡Eche usted, señoras! sarsuela (en col·laboració amb Pedro Badía)
- 1910 La hermana Piedad sarsuela (en col·laboració amb Pedro Badía)
- 1911 Machaquito o El gato negro
- 1912 La Venus moderna sarsuela (en col·laboració amb el Mestre Barrera)
- 1912 Amor y Flores sarsuela
- 1914 El querer de una gitana sarsuela (en col·laboració amb el mestre Marquina)
- 1914 La alegría de España sarsuela
- 1917 A pie y sin dinero sarsuela (en col·laboració amb Pedro Badía)
- 1917 Torbellino vaudeville
- 1920 Modistillas y perdigones sarsuela

### Banda de música
- 1941 Amapola (cal llegir Ama a Pola), caprixt gitano

### Cor
- 1889 Motet - Himne a la Mare de Déu de Loreto, patrona de Santa Pola.